# 金屬加工

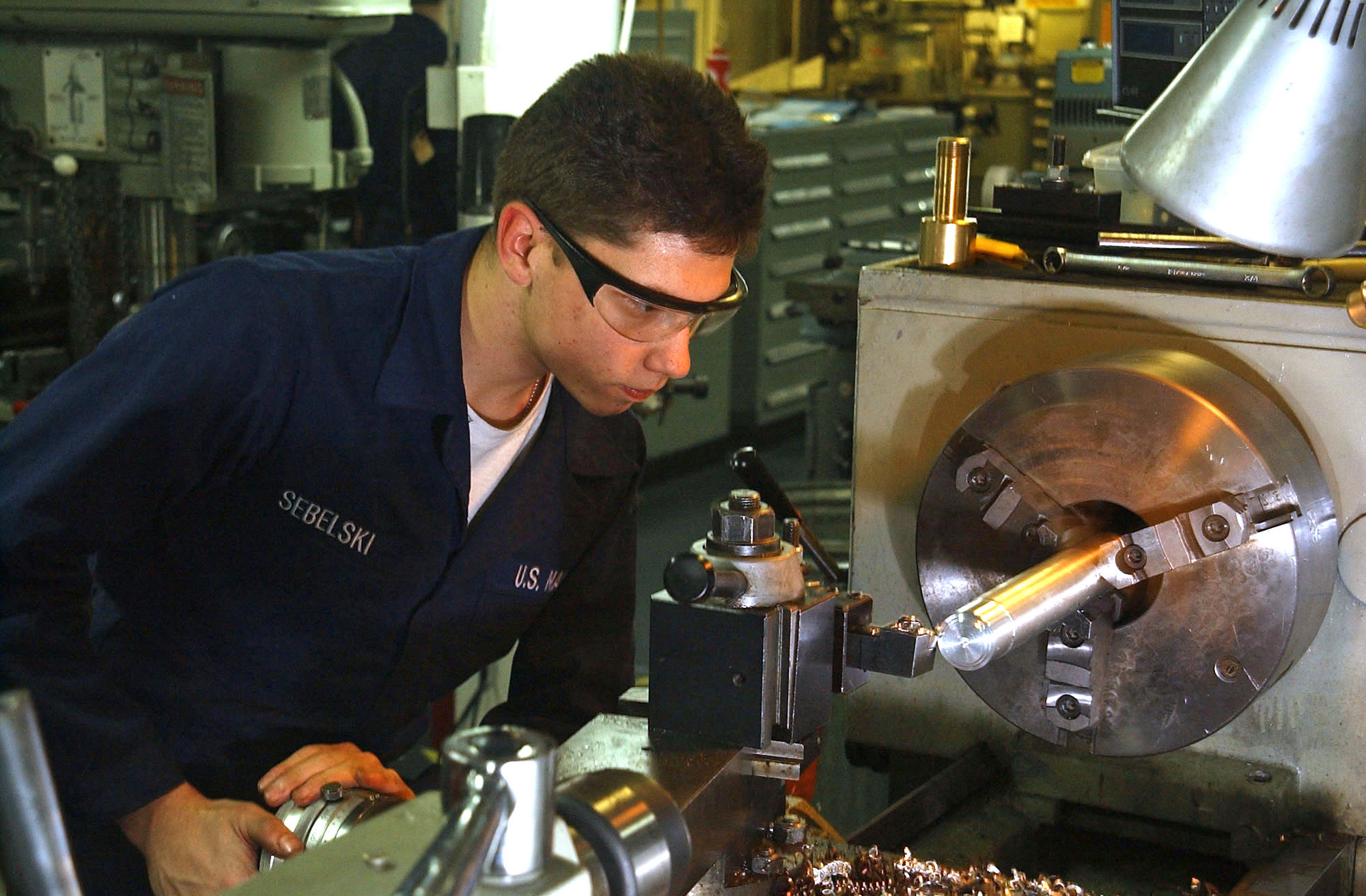
在车床上转动一根金属条

金属加工简称金工，是一種把金属物料加工生成独立零件、組件、或大型结构的工藝技術。该术语涵盖从大型船舶和桥梁到精密发动机部件和精美首饰的广泛工作。 因此，它包括相应的广泛的技能，流程和工具。
金属加工是一种科学，艺术，业余爱好，工业和贸易。 其历史根源跨越文化，文明和数千年。 金属加工已经从冶炼各种矿石的发现演变而来，生产有用的工具和装饰用的有韧性和延展性的金属。现代金属加工过程虽然种类繁多和具有专业性，可被分类为成型，切割或连接加工。今天的机械车间包括一些能够创建精确，有用的工件的机床。

## 参阅
- 金属加工职业列表（英语：List of metalworking occupations）
- 金属测试（英语：Metal Testing）
- 此条目为有关金属成型 / 塑形的信息，关于金属的组装见金属制造（英语：Metal fabrication）

## 延伸阅读
[在维基数据编辑]
 《欽定古今圖書集成·經濟彙編·考工典·金工部》，出自陈梦雷《古今圖書集成》